# Сексплуатация
Sexploitation (сексплотэйшн/сексплуатация) (англ. Sexploitation film) — кинематографический жанр категории эксплуатационное кино. В фильмах данного жанра эксплуатируются и освещаются разнообразные аспекты человеческой сексуальности.

## Жанровые особенности
Черты описываемого направления в кинематографе, по сути, содержатся во множестве (если не в большинстве) эксплуатационных фильмов других жанров nunsploitation, nazi-exploitation и women in prison. Тем не менее жанр Sexploitation принято выделять отдельно.
Основное отличие фильмов sexploitation от собственно эротического кино заключается в том, что демонстрация обнажённого женского тела здесь скорее, всё-таки, средство, а не цель. Но в любом случае, sexploitation-фильмы всегда используют сексуальную тематику, зачастую балансируя на грани китча, с целью привлечения внимания зрителей. Бюджет фильмов данного жанра, как правило, невелик.
Так или иначе, акцентирование сексуальной темы присутствует во множестве (если не в большинстве) фильмов эксплуатационной направленности. Условное деление эксплуатационного кино на определённые жанры обусловлено смысловой доминантой каждого отдельного эксплуатационного фильма.
Если в эксплуатационном фильме присутствует только сексуальная тема (освещаются только многочисленные аспекты человеческой сексуальности), то такой фильм — яркий представитель жанра сексплотэйшн. В том случае, когда в эксплуатационном фильме присутствуют не только сексуальные мотивы, но и сцены, затрагивающие темы, освещаемые в рамках фильмов nunsploitation, nazi-exploitation / ssploitation и women in prison, данный фильм относится к тому жанру, который в фильме доминирует. Например, если в эксплуатационном фильме откровенно сексуальной направленности особо акцентируется нацистская идеология, с гипертрофированным вниманием к атрибутике, военной форме, культуре и т. д. нацистской Германии, то подобный фильм является представителем жанра nazi-exploitation. Если же в эксплуатационном фильме доминирует лишь откровенно сексуальная направленность, без внимания к другим жанрам эксплуатационного кино, то подобный фильм является представителем жанра sexploitation.